# كليف ساندر
كليف ساندر (بالإنجليزية: Cliff Sander)‏ هو لاعب كرة قدم أسترالي، ولد في 4 نوفمبر 1931. شارك مع منتخب أستراليا لكرة القدم.

## وصلات خارجية
- كليف ساندر على موقع الاتحاد الدولي (مؤرشف)  (الإنجليزية)
- كليف ساندر على موقع أوليمبيديا (الإنجليزية)
- كليف ساندر على موقع اللجنة الأولمبية الأسترالية (الإنجليزية)